# ناوشکن کلاس سی (۱۹۱۳)
دیسترویر کلاس سی (۱۹۱۳) (به انگلیسی: C-class destroyer (1913)) یک کلاس از کشتی است که طول آن ۲۰۹–۲۱۵ فوت (۶۴–۶۶ متر) می‌باشد.